# Chrysometa poas
Chrysometa poas là một loài nhện trong họ Tetragnathidae.
Loài này thuộc chi Chrysometa. Chrysometa poas được Herbert W. Levi miêu tả năm 1986.